# Genzei Nippon
Genzei Nippon (jap. 減税日本, „Steuersenkung Japan“) ist eine regionale politische Partei in Japan. Die Partei von Nagoyas Bürgermeister Takashi Kawamura ist vor allem im Stadtparlament von Nagoya sowie (Stand: 2021) mit einem Abgeordneten im Präfekturparlament von Aichi und mit je einem Abgeordneten in den Kommunalparlamenten von Nisshin (Aichi) und Kani (Gifu) vertreten. Bis 2012 war sie auch als Nationalpartei aktiv und zeitweise durch Beitritte auch im Nationalparlament vertreten.
Nachdem Ex-Demokrat Takashi Kawamura 2009 die Bürgermeisterwahl in Nagoya gewonnen hatte, brachten ihn seine Pläne zur Senkung der kommunalen Steuern und zur Senkung der Stadtratsbezüge in Konflikt mit beiden großen Parteien. 2010 gründete er Genzei Nippon, deren Hauptforderungen eine Senkung der kommunalen „Bürgersteuer“ (shiminzei) um zehn Prozent und die Reduzierung der Abgeordnetenbezüge sind. Außerdem schlägt sie eine Entlastung des städtischen Haushalts durch den Einsatz freiwilliger Aktivitäten vor. Da der Stadtrat Kawamuras Pläne ablehnte, initiierten seine Unterstützer einen Recall, außerdem trat er selbst zurück, um sich in Neuwahlen ein klares Mandat für seine Pläne zu sichern. Die Recallabstimmung und die Bürgermeisterneuwahl fanden am gleichen Tag wie die turnusgemäße Gouverneurswahl in Aichi statt, bei der sich mit Unterstützung der Genzei Nippon der ehemalige Liberaldemokrat Hideaki Ōmura bewarb, der für eine Senkung der Präfektur-„Bürgersteuer“ (kenminzei) eintritt und dessen Kandidatur ihn mit seiner ehemaligen Partei in Konflikt brachte. Genzei Nippon unterstützte Ōmuras erfolgreiche Kandidatur, Kawamura gewann die Bürgermeisterwahl und der Recall war erfolgreich; bei den Neuwahlen zum Rat wurde die Partei im bisherigen „demokratischen Königreich“ Nagoya stärkste Kraft.
Später überwarf sich Kawamura mit Ōmura und unterstützte im Streit über Darstellungen der Zwangsprostitution im Zweiten Weltkrieg („Trostfrauen“) bei der Aichi Triennale 2019 später sogar einen Recallversuch 2020 gegen ihn, wie sich später herausstellte zum Teil mit gefälschten Unterschriften. Bei der Bürgermeisterwahl 2021 wurde Kawamura nur vergleichsweise knapp gegen einen aus allen etablierten Parteien unterstützten Kandidaten wiedergewählt.

## Als Nationalpartei
Im März 2011 verließ Yūko Satō, Abgeordnete für Nagoya im Shūgiin, dem Unterhaus des nationalen Parlaments, die Demokratische Partei und trat später der Genzei Nippon bei. 2012 folgten vier weitere Shūgiin-Abgeordnete der Demokratischen Partei: Kōki Kobayashi (Verhältniswahlblock Tokio) und Toshiaki Koizumi (Ibaraki) am 17. August, sowie Atsushi Kumada (Ōsaka) und Tomohiko Mizuno (Verhältniswahlblock Kantō) am 29. Oktober 2012. Mit nunmehr fünf Abgeordneten erfüllte sie die Bedingung zur formalen Anerkennung als politische Partei und damit Anspruch auf Parteienfinanzierung.
Am 28. November 2012 gründete sich die Partei Nippon Mirai no Tō, der sich die nationalen Abgeordneten der Genzei Nippon vor der Shūgiin-Wahl 2012 anschlossen. Wenige Tage zuvor hatten sie sich mit der han-TPP, der eben gegründeten Partei von Masahiko Yamada und Shizuka Kamei, zusammengeschlossen und die Genzei Nippon, han-TPP, datsu-gempatsu o jitsugen suru tō (減税日本・反TPP・脱原発を実現する党), kurz datsu-gempatsu, gegründet.